# American Gramaphone
American Gramaphone é uma gravadora dos EUA fundado por Chip Davis em 1974.